# 런던 클럽
런던 클럽(London Club)은 국제 무대의 비공식 민간 채권자 그룹이며 공공 대출 기관의 파리 클럽과 유사하다. 런던 클럽은 개인 지불금에 대한 유일한 비공식 그룹이 아니다. 런던 클럽의 첫 번째 회의는 자이르의 부채 상환 문제에 대한 대응으로 1976년에 열렸다.
상업은행 런던클럽(London Club of Commercial Bank)은 국가의 상업은행에 대한 부채 상환 일정을 조정하는 일을 담당해 왔다. 자이르의 부채 상환 문제에 대응하여 1976년 런던 클럽 회의가 열렸다.

## 같이 보기
- 파리 클럽